# 托馬高背鱨
托馬高背鱨，為輻鰭魚綱鯰形目脂鱨科的其中一種，為熱帶淡水魚，被IUCN列為瀕危保育類動物，分布於非洲獅子山淡水流域，體長可達5.6公分，棲息在底層水域，生活習性不明。

## 扩展阅读
維基物種上的相關：托馬高背鱨